# Máté Krisztina
Máté Krisztina (Siófok, 1970. szeptember 16.) magyar televíziós műsorvezető, főiskolai docens, producer. 2023-ban a Forbes őt választotta a 10. legbefolyásosabb magyar nőnek a médiában.

## Életpályája
Szülei: Máté Attila és Reichert Piroska. Gyermekkorát Siófokon töltötte, és ott járt gimnáziumba. 1987–1995 között a Sió TV, majd a Magyar Rádió és a Magyar Televízió pécsi körzeti stúdiójának munkatársa volt. Tanulmányait a Janus Pannonius Tudományegyetem bölcsészkarán folytatta, esztétika-magyar szakon 1989–1994 között. Ezzel egyidejűleg a Színház- és Filmművészeti Főiskola műsorvezető-rendező szakán is tanult 1993–1997 között Horváth Ádám osztályában. Már gimnazistaként dolgozott a siófoki városi televízióban. A felsőfokú tanulmányokkal egy időben több dél-dunántúli városi tévében dolgozott. 1995–1997 között a Magyar Televízió Objektív című műsorának, majd ennek megszűnése után a Nap-keltének volt a munkatársa (1997). 1997 óta a Színház- és Filmművészeti Főiskola tanársegéde. 2021-ben távozott az egyetemről.
A TV2 indulásától (1997), a kereskedelmi csatornánál lett műsorvezető. Látható volt a Tényekben (2003-2009) és a Forró nyomon (1998) című magazinműsorban, illetve egy éven keresztül a Nincs kegyelem! – A leggyengébb láncszem (2001) című játékban is. 2012-től az RTL II-n vezeti a Forró nyomon című műsorát.
2003-ban szerezte meg a doktori fokozatát (DLA) a Műsorvezetés a gyakorlatban. Fejezetek egy kezdő rádiósoknak és televíziósoknak szóló kézikönyvből – factual műsorok vezetéséhez című mesteri pályamunkájával, melyet a férjével, Bárdos Andrással közösen írt.
2010-től a Kodolányi János Főiskola docense.

## Magánélete
2001-ben házasságot kötött Bárdos Andrással. Két gyermekük született; Ádám (2004) és Anna (2007).

## Doktori értekezés
- Bárdos András és Máté Krisztina: Műsorvezetés a gyakorlatban. Fejezetek egy kezdő rádiósoknak és televíziósoknak szóló kézikönyvből – factual műsorok vezetéséhez, DLA mesteri pályamunka, Színház- és Filmművészeti Egyetem, Budapest, 2003. (Online elérését lásd a További információk szakaszban.)

## Színházi szerepe
- Csillaglány

## Műsorai
- Objektív (1995-1997)
- Nap-kelte (1997)
- Forró nyomon (1998-?, 2012)
- Nincs kegyelem! – A leggyengébb láncszem (TV2) (2001)
- Tények (2003-2009)
- Az első millióm története (RTL II, RTL Klub)
- Cápák között (RTL Klub) (2019-)

## Díjai
- Story Ötcsillag-díj (2006)

## Interjúk
Flitteres bugyik nélkül is lehet sikeres egy műsor: elárulta a Cápák titkát Máté Krisztina (Pénzcentrum.hu, 2021.02.25.)